# Saulieu
Saulieu és un municipi francès, situat al departament de la Costa d'Or i a la regió de Borgonya - Franc Comtat. L'any 2007 tenia 2.616 habitants.

## Demografia

### Població
El 2007 la població de fet de Saulieu era de 2.616 persones. Hi havia 1.179 famílies, de les quals 482 eren unipersonals (158 homes vivint sols i 324 dones vivint soles), 336 parelles sense fills, 264 parelles amb fills i 97 famílies monoparentals amb fills.
La població ha evolucionat segons el següent gràfic:
Habitants censats

### Habitatges
El 2007 hi havia 1.572 habitatges, 1.202 eren l'habitatge principal de la família, 119 eren segones residències i 251 estaven desocupats. 1.025 eren cases i 540 eren apartaments. Dels 1.202 habitatges principals, 625 estaven ocupats pels seus propietaris, 540 estaven llogats i ocupats pels llogaters i 36 estaven cedits a títol gratuït; 91 tenien una cambra, 131 en tenien dues, 294 en tenien tres, 274 en tenien quatre i 413 en tenien cinc o més. 658 habitatges disposaven pel capbaix d'una plaça de pàrquing. A 557 habitatges hi havia un automòbil i a 352 n'hi havia dos o més.

### Piràmide de població
La piràmide de població per edats i sexe el 2009 era:
| Homes | Edats   | Dones |
| ----- | ------- | ----- |
| 8     | 95 o +  | 16    |
| 16    | 90 a 94 | 48    |
| 48    | 85 a 89 | 60    |
| 16    | 80 a 84 | 52    |
| 68    | 75 a 79 | 108   |
| 76    | 70 a 74 | 104   |
| 60    | 65 a 69 | 64    |
| 76    | 60 a 64 | 76    |
| 36    | 55 a 59 | 48    |
| 84    | 50 a 54 | 92    |
| 68    | 45 a 49 | 76    |
| 112   | 40 a 44 | 88    |
| 72    | 35 a 39 | 72    |
| 104   | 30 a 34 | 76    |
| 76    | 25 a 29 | 124   |
| 92    | 20 a 24 | 68    |
| 112   | 15 a 19 | 72    |
| 60    | 10 a 14 | 96    |
| 84    | 5 a 9   | 68    |
| 56    | 0 a 4   | 84    |

## Economia
El 2007 la població en edat de treballar era de 1.502 persones, 1.100 eren actives i 402 eren inactives. De les 1.100 persones actives 979 estaven ocupades (534 homes i 445 dones) i 121 estaven aturades (46 homes i 75 dones). De les 402 persones inactives 144 estaven jubilades, 141 estaven estudiant i 117 estaven classificades com a «altres inactius».

### Ingressos
El 2009 a Saulieu hi havia 1.204 unitats fiscals que integraven 2.505,5 persones, la mediana anual d'ingressos fiscals per persona era de 15.407 €.

### Activitats econòmiques
Dels 243 establiments que hi havia el 2007, 8 eren d'empreses alimentàries, 1 d'una empresa de fabricació de material elèctric, 10 d'empreses de fabricació d'altres productes industrials, 27 d'empreses de construcció, 76 d'empreses de comerç i reparació d'automòbils, 13 d'empreses de transport, 14 d'empreses d'hostatgeria i restauració, 3 d'empreses d'informació i comunicació, 12 d'empreses financeres, 8 d'empreses immobiliàries, 24 d'empreses de serveis, 35 d'entitats de l'administració pública i 12 d'empreses classificades com a «altres activitats de serveis».
Dels 66 establiments de servei als particulars que hi havia el 2009, 1 era una oficina d'administració d'Hisenda pública, 1 gendarmeria, 1 oficina de correu, 6 oficines bancàries, 1 funerària, 10 tallers de reparació d'automòbils i de material agrícola, 1 taller d'inspecció tècnica de vehicles, 2 autoescoles, 7 paletes, 2 guixaires pintors, 4 fusteries, 5 lampisteries, 5 electricistes, 2 empreses de construcció, 4 perruqueries, 3 veterinaris, 6 restaurants, 3 agències immobiliàries i 2 tintoreries.
Dels 35 establiments comercials que hi havia el 2009, 5 eren supermercats, 1 un supermercat, 1 una gran superfície de material de bricolatge, 5 fleques, 3 carnisseries, 1 una peixateria, 4 botigues de roba, 1 una botiga de roba, 2 sabateries, 1 una sabateria, 1 una botiga d'electrodomèstics, 3 botigues de material esportiu, 1 una botiga de material de revestiment de parets i terra, 2 joieries i 4 floristeries.
L'any 2000 a Saulieu hi havia 20 explotacions agrícoles que ocupaven un total de 1.356 hectàrees.

## Equipaments sanitaris i escolars
El 2009 hi havia 1 hospital de tractaments de curta durada, 1 hospital de tractaments de mitja durada (seguiment i rehabilitació, 1 un hospital de tractaments de llarga durada, 3 farmàcies i 1 ambulància.
El 2009 hi havia 1 escola maternal i 2 escoles elementals. Saulieu disposava d'un col·legi d'educació secundària amb 232 alumnes.
Saulieu disposava d'un centre de formació no universitària superior de formació sanitària.

## Poblacions més properes
El següent diagrama mostra les poblacions més properes.